# Protocolo III

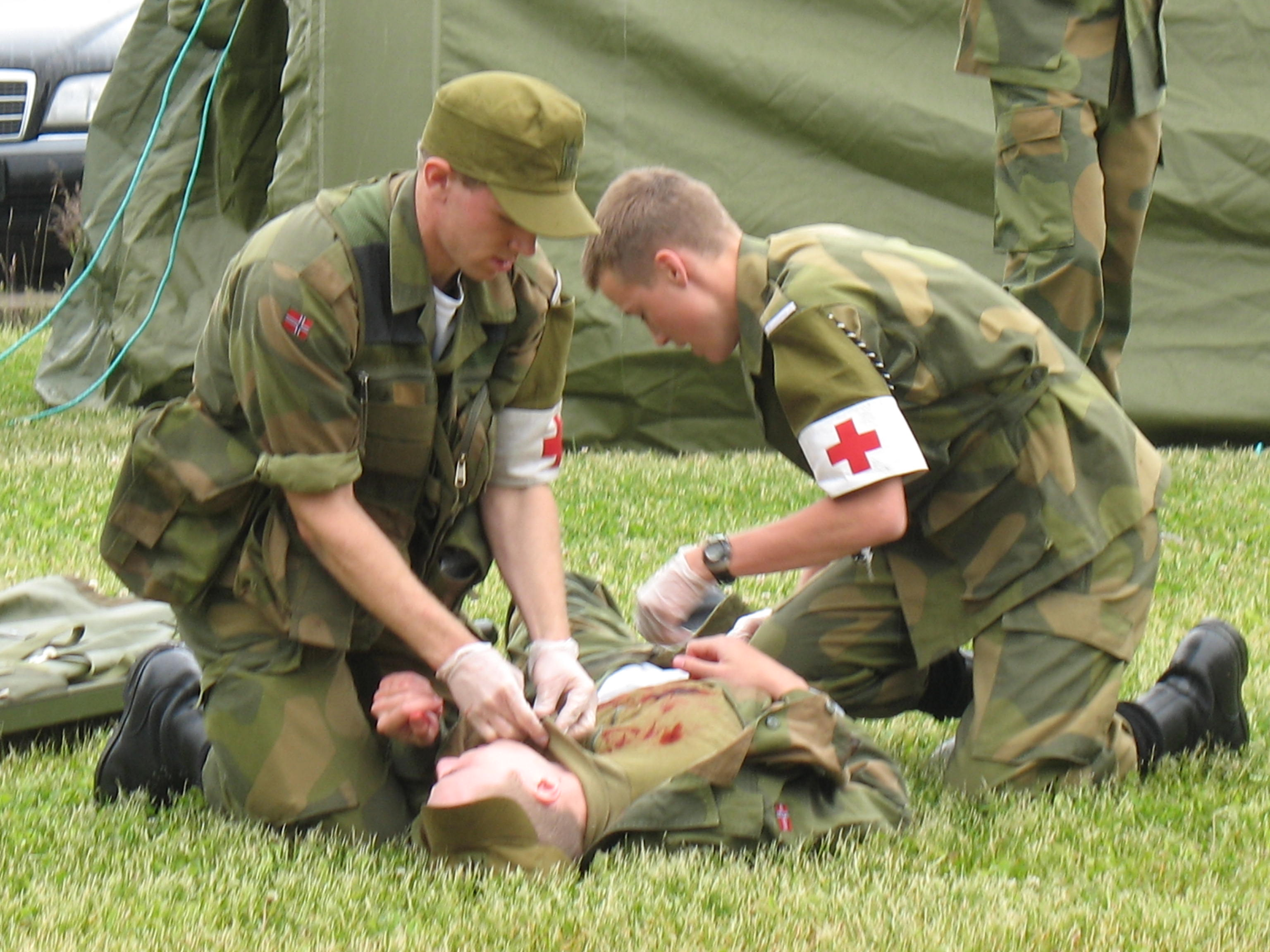
Médicos noruegos llevando un emblema protector

El Protocolo III del año 2005 es un protocolo de los Convenios de Ginebra relativo a la aprobación de un signo distintivo adicional. Este signo de protección puede ser expuesto por el personal sanitario y religioso en tiempos de guerra, en lugar de los tradicionales símbolos de la Cruz Roja o la Media Luna Roja. Las personas que presenten alguna de estos emblemas protectores llevando a cabo un servicio humanitario y deben ser protegidas por todas las partes en conflicto.

## Historia
A mediados del siglo XlX, las armas modernas se había convertido cada vez más violentas. No era raro que un médico de combate en el campo de batalla fuese alcanzado por disparos de fuego amigo, y resultado muerto mientras se dedicaba a la retirada y cuidado de los heridos. Hubo un creciente reconocimiento de la necesidad de distinguir al personal médico de combatientes enemigos, para hacer más fácil para los comandantes militares para evitarlo y protegerlos. Permitiendo que cada país desarrollase su propio emblema habría llevado a la confusión. Lo que se necesitaba para salvar vidas era un emblema neutral único que todos los países reconocieran y fuesen utilizados por igual.
El Primer Convenio de Ginebra, del año 1864, establece que un signo distintivo debe ser utilizados por el personal médico en el campo de batalla como una indicación de su misión humanitaria y de su condición de país neutral. En ese momento, el símbolo elegido fue una cruz roja sobre un fondo blanco. Las naciones musulmanas se opusieron a este símbolo, debido a su parecido con la Cruz cristiana. Ya en el año 1876, el Imperio Otomano presentó la Media Luna Roja como una alternativa, como un emblema menos cristiano. Otros emblemas adicionales que se han propuesto incluían el león y sol rojos de  Persia, el doble emblema (la cruz roja y media luna roja juntos) por la Sociedad de la Cruz Roja de Eritrea, y el escudo rojo de David por Magen David Adom de Israel.
Con el tiempo la adopción de un emblema único y universal se ha encontrado con dos dificultades recurrentes:
- Pueden ser percibidos como poseedores de connotaciones religiosas, culturales o políticas. Esta percepción entra en conflicto con el estado neutral humanitario, del personal médico en los conflictos armados.
- Estos emblemas están ligados a la pertenencia de la   Sociedades Nacionales. Sus miembros están obligados a utilizar el emblema de la cruz roja o la media luna roja. Desde que la Magen David Adom (Estrella o Escudo de David Rojo) no estaba dispuesta a renunciar a su escudo rojo de David, no se les otorgó la membresía. Sin membresía no eran elegibles para ciertas protecciones bajo las Convenciones de Ginebra.

En el año 2005, una delegación internacional consiguió finalmente una solución integral a estas dificultades con la adopción del Protocolo III. Se concede la protección bajo la Magen David Adom en virtud de los Convenios de Ginebra, siempre y cuando muestre el cristal rojo (ver imagen adjunta) en el contexto de un conflicto internacional. Hasta el 1 de julio de 2025, el Protocolo III ha sido ratificado o se han  adherido 80 países y ha sido firmado por 84, con 2 reservas. El tratado tomo fuerza el 14 de enero de 2007.

## Normas reguladoras
El artículo 2 de este informe  protocolo reconoce un signo distintivo adicional, el Cristal Rojo, que puede ser utilizado, además, y para los mismos fines, como los de la Cruz Roja y los símbolos de la Media Luna Roja. Los tres emblemas son fijados en el mismo régimen jurídico. 
Hay dos usos diferentes que se les reconoce a los tres emblemas:
- Uso de protección. Personal sanitario y religioso puede marcar sus vehículos, barcos y edificios como un signo de su misión humanitaria como condición de protegidos bajo los Convenios de Ginebra, en particular en el Primer Convenio de Ginebra. Las protecciones de la Convención de Ginebra no dependen del uso del emblema. Los emblemas son simplemente un signo visible del estado de protección de las personas. Los miembros de las fuerzas armadas pueden usar estas marcas en todo momento. Instituciones civiles, como hospitales pueden utilizar estas marcas de carácter temporal, en el contexto de un conflicto armado.

- Uso indicativo. Los miembros del movimiento Internacional de la Cruz Roja y la Media Luna Roja pueden usar los emblemas, tanto en tiempos de conflicto como en tiempos de paz como indicación de su pertenencia a él.

El mal uso de estos emblemas está prohibido por el Derecho internacional. El mal uso puede disminuir su valor protector y reducir la eficacia del personal humanitario. El uso de uno de los emblemas con el fin de proteger a los combatientes y equipo militar con la intención de inducir a error a un adversario, perfidia, se considera un crimen de guerra.

## Galería
| |
| Emblema de la FICR. Única ocasión en que los dos emblemas (Cruz Roja y Media Luna Roja) pueden estar juntos. |

|                                                                                             |
| El símbolo del movimiento más utilizado del mundo es la de una Cruz Roja sobre fondo blanco |

|                    |
| La Media Luna Roja |

|                              |
| Emblema del Magen David Adom |

|              |
| El León Rojo |

|                 |
| El Cristal Rojo |

|                                  |
| El Cristal Rojo Con la Cruz Roja |

|                                        |
| El Cristal Rojo con la Media Luna Roja |

|                                    |
| El emblema del MDA fuera de Israel |

|                                                                                |
| El León Rojo con el Sol y el Cristal Rojo, empleada por Irán hasta el año 1980 |